# San Giovanni Rotondo
San Giovanni Rotondo város (közigazgatásilag comune) Olaszország Puglia régiójában, Foggia megyében. A városban élt Pietrelcinai Szent Pio. Napjainkban Olaszország egyik legfontosabb zarándokhelye.

## Fekvése
A Gargano-hegység déli részén fekszik.

## Története
A várost 1055-ben alapították egy i.e. 6 századból származó italicus település helyén, amelyre egy kerek őrtorony romjai emlékeztetnek (innen származi a Rotondo elnevezés). A város hírnevét Pietrelcinai Szent Pio atyának köszönhette, aki itt élt 1916-tól haláláig. 

## Népessége
A népesség számának alakulása:

## Főbb látnivalói
- A Pio atya tiszteletére emelt zarándoktemplomot Renzo Piano genovai építész tervezte 2004-ben. Befogadóképessége 6500 fő.